# Prudent-Louis Leray
Pour les articles homonymes, voir Leray.
Prudent-Louis Leray, né le 29 aout 1820 à Couëron et mort le 25 mai 1879 à Paris 18e, est un artiste peintre et lithographe français.

## Biographie
Prudent-Louis Leray est le fils de Prudent-Antoine Leray, un médecin nantais célèbre qui s'est distingué pendant le choléra de 1832, et d'Ursule Brunellière. Après avoir fait ses études comme boursier au collège de Nantes, Leray entre à l'école des beaux-arts.
Élève de Paul Delaroche, il expose pour la première fois au salon du Louvre en 1848. Depuis, ses œuvres ont figuré avec grand succès à tous les Salons annuels.
Doué d'un talent fin et délicat, Prudent Leray excelle dans les tableaux de genre, où la coquetterie et la grâce confère un caractère poétique. Très minutieux dans les détails de ses compositions, ses toiles constituent un véritable musée du costume de l'époque de Louis XV, époque qu'il affectionne particulièrement.
Il est mort des suites d'une attaque d'apoplexie séreuse dont il avait été atteint quatre jours plus tôt, en plein travail, dans son atelier de la rue Véron.

## Œuvre

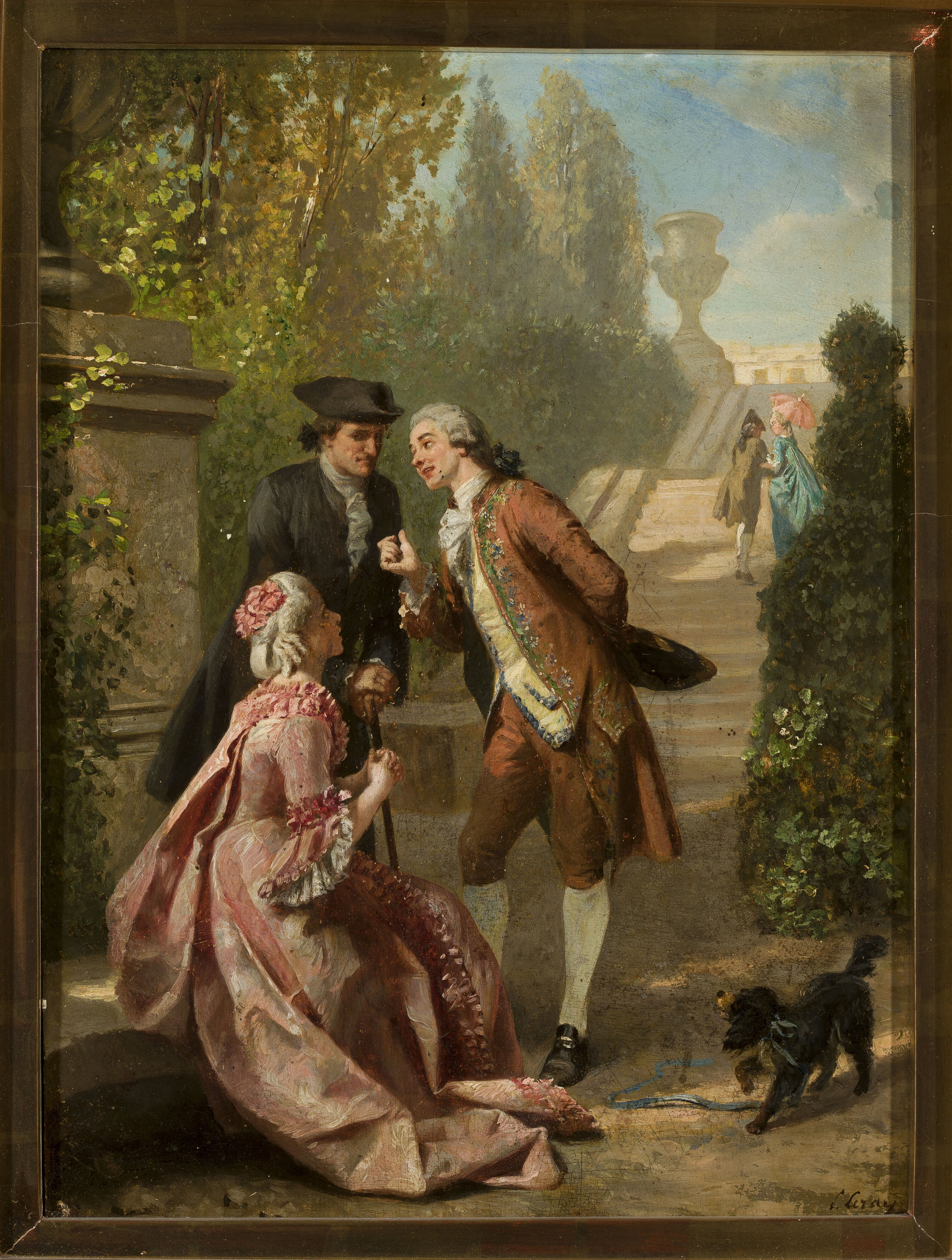
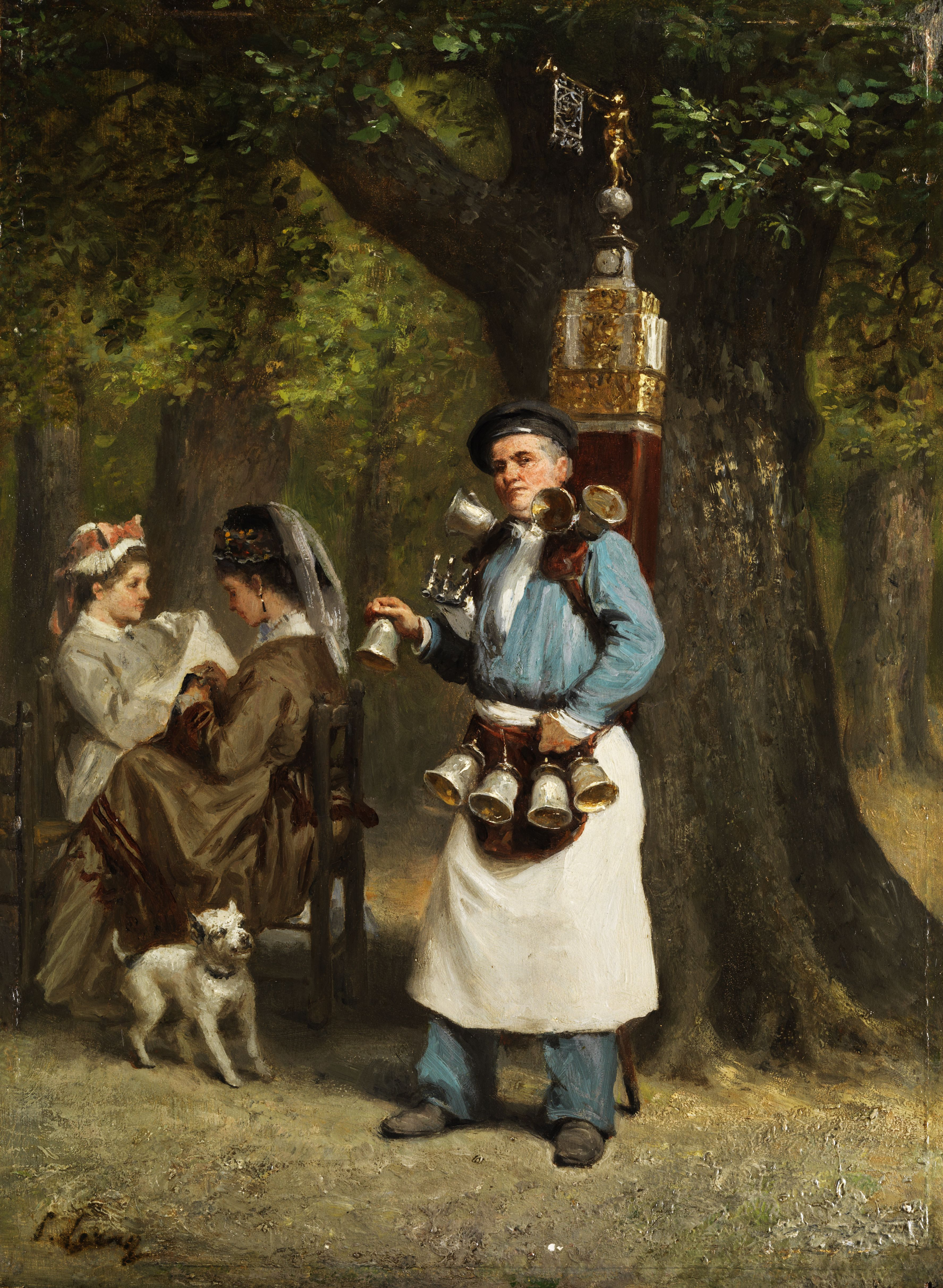